# Андрю Гарфийлд
Андрю Ръсел Гарфийлд (на английски: Andrew Russell Garfield) е американско-британски актьор.

## Биография
Роден е на 20 август 1983 г. в Лос Анджелис, Калифорния. Става известен с ролята си на Едуардо Саверин във филма „Социалната мрежа“ от 2010 г., за която получава две номинации за награда БАФТА и номинация за Златен глобус.

### Личен живот
Гарфийлд има двойно гражданство в Съединените щати и Обединеното кралство.
През 2011 г. по време на снимките на „Невероятният Спайдър-Мен“ започва да се среща с екранната си партньорка Ема Стоун. През 2015 г. е обявено, че двамата са се разделили.

## Избрана филмография
| Година | Филм                           | Оригинално заглавие                 | Роля                       | Режисьор           | Бележки |
| ------ | ------------------------------ | ----------------------------------- | -------------------------- | ------------------ | ------- |
| 2008   | Другата Болейн                 | The Other Boleyn Girl               | Франсис Уестън             | Джъстин Чадуик     |         |
| 2009   | Сделката на доктор Парнасъс    | The Imaginarium of Doctor Parnassus | илюзиониста Антон          | Тери Гилиъм        |         |
| 2010   | Никога не ме оставяй           | Never Let Me Go                     | Томи Ди                    | Марк Романек       |         |
| 2010   | Социалната мрежа               | The Social Network                  | Едуардо Саверин            | Дейвид Финчър      |         |
| 2012   | Невероятният Спайдър-Мен       | The Amazing Spider-Man              | Питер Паркър (Спайдър-Мен) | Марк Уеб           |         |
| 2014   | Невероятният Спайдър-Мен 2     | The Amazing Spider-Man 2            | Питер Паркър (Спайдър-Мен) | Марк Уеб           |         |
| 2016   | Възражение по съвест           | Hacksaw Ridge                       | Дезмънд Дос                | Мел Гибсън         |         |
| 2016   | Мълчание                       | Silence                             | Отец Себастиян Родригез    | Мартин Скорсезе    |         |
| 2017   | Дишай                          | Breathe                             | Робин Кавендиш             | Анди Съркис        |         |
| 2021   | Тик, так… бум                  | Tick, Tick… Boom                    | Джонатан Ларсон            | Лин-Мануел Миранда |         |
| 2021   | Спайдър-Мен: Няма път към дома | Spider-Man: No Way Home             | Питер Паркър (Спайдър-Мен) | Джон Уатс          |         |